# Понкьелли, Амилькаре
Ами́лькаре Понкье́лли (31 августа 1834 — 16 января 1886) — итальянский оперный композитор.

## Биография
Родился в коммуне Падерно-Фазоларо (впоследствии переименованное в Падерно-Понкьелли) близ Кремоны. Отец, владелец лавки, был деревенским органистом и стал первым учителем сына, который в возрасте девяти лет был принят в Миланскую консерваторию. И уже в десять лет он написал свою первую симфонию. Учился у Альберто Маццукато. Диплом об окончании консерватории он получил в 1854 году. Два следующих года он служил органистом в кремонской церкви Сант-Иларио; затем — капельмейстером Национальной гвардии в Пьяченце.
В 1856 году он написал свою первую оперу «Обручённые» (по историческому роману Алессандро Мандзони). Первые постановки прошли практически незамеченными, что заставило композитора перебиваться мелкими музыкальными заработками в маленьких Пьяченце и Кремоне. Он сочинил более 200 произведений для духового оркестра, праздничные и похоронные марши, вариации на народные песни. Но в 1872 году постановка новой редакции его «Обручённых» в миланском Театро Даль Верме, наконец, принесла Понкьелли успех и заказы. С ним заключил контракт музыкальный издательский дом Рикорди («G. Ricordi & Co.»); в знаменитом «Ла Скала» также для него нашлось место. В 1873 году Понкьелли упрочил свой успех балетом Le Due Gemelle («Два близнеца»). В этом же году была написана одноактная, только для одного певца (баритона), опера «Вечный говорун». В 1874 году композитор женился на певице Терезине Брамбилла (1845—1921), происходившей из музыкальной семьи.
В 1874 году была поставлена и имела большой успех заказанная «Ла Скала» опера «Литовцы» по поэме польского романтика Адама Мицкевича «Конрад Валленрод»; в следующем году прозвучала кантата «Приношение Доницетти». В 1876 году опера «Джоконда» по драме Виктора Гюго принесла автору настоящий триумф. В 1880 году он сочинил оперу «Блудный сын» (либретто Анджело Дзанардини по известной притче 15-й главы Евангелия от Луки) и в этом же году занял должность профессора композиции Миланской консерватории, год спустя — должность капельмейстера кафедрального собора Санта-Мария Маджоре в Бергамо, а в 1884 году получил приглашение в Санкт-Петербург, где были поставлены его «Джоконда» и «Литовцы» (под названием «Альдона»). В 1882 году был создан «Гимн памяти Джузеппе Гарибальди». В последней своей опере «Марион Делорм» (1885) он вновь, как и в «Джоконде», обратился к пьесе Виктора Гюго.
Творчество А. Понкьелли оказало значительное влияние на итальянскую музыкальную культуру; среди его учеников были Джакомо Пуччини и Пьетро Масканьи.
Умер Понкьелли в возрасте 51 года в Милане.

## Память
В честь персонажа оперы Амилькаре Понкьелли «Джоконда» Лауры, возможно назван астероид (467) Лаура, открытый в 1901 году. Изображён на итальянской почтовой марке 1986 года.
- Мраморный памятник Понкьелли в городском саду Иоанна Павла II, в Кремоне.